# Operation Sunfish
1941

Versenkung der Force Z 
1942

C –
Ironclad 
1944

Diplomat –
Cockpit –
Transom –
Councillor –
Pedal –
Crimson –
Banquet –
Light –
Millet –
Outflank –

ab 22. Nov. als British Pacific Fleet Robson 
1945

Lentil –
Meridian –
Suffice –
Stacey –
Transport –
Onboard –
Penzance –
Passbook –
Sunfish –
Bishop –
Dukedom –
Mitre –
Irregular –
Balsam –
Bedlam Green –
Collie –
Livery –
Jurist –
Tiderace
Die Operation Sunfish war eine Fotoaufklärungs- und Küstenbombardierungsoperation der britischen Royal Navy gegen japanische Stellungen auf der Insel Sabang vor der nordwestlichen Spitze Sumatras im japanisch besetzten Niederländisch-Ostindien und Padang auf der Malaiischen Halbinsel mit Flugzeugen, die von den Flugzeugträgern der Eastern Fleet unter Vizeadmiral Sir Arthur Power in der Andamanensee operierten. Hinzu kamen Bombenangriffe gegen Oleh Leh im Nordwesten Sumatras und Port Blair auf den Andamanen.
Die Operation fand zwischen dem 8. und dem 20. April 1945 während des Pazifikkriegs im Zweiten Weltkrieg statt.

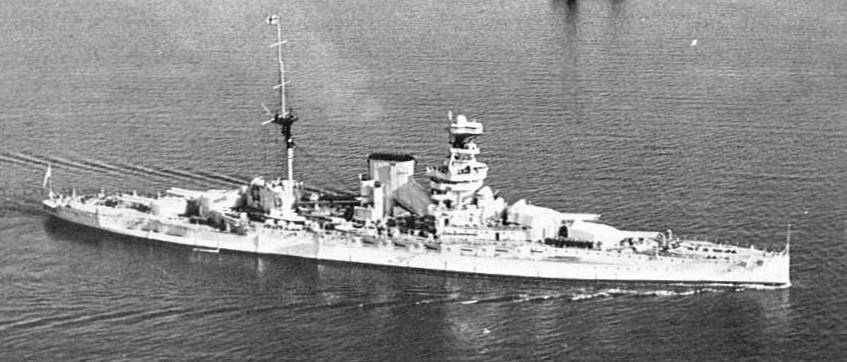
Das Schlachtschiff Queen Elizabeth

Die Operation wurde von der Force 63 ausgeführt, Sie stand unter dem Kommando von Vizeadmiral Harold Walker, dem Kommandanten des 3. Schlachtgeschwaders der Eastern Fleet.

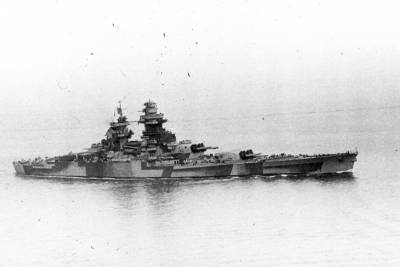
Das Schlachtschiff Richelieu

Die Force 63 verließ Trincomalee in Ceylon am 8. April um 9:00 Uhr am Morgen und bestand aus den beiden Schlachtschiffen Queen Elizabeth und der französischen Richelieu, sowie den beiden Schweren Kreuzern London und Cumberland und den Zerstörern Verulam, Venus, Saumarez, Virago und Vigilant. Die Sicherung des Luftraums wurde durch die Geleitflugzeugträger Emperor mit dem 800. und 888. Hellcat-Geschwader (inkl. sieben Aufklärungs-Hellcats mit den Kameras) und Khedive mit dem 808. Hellcat-Geschwader übernommen.
Force 63 fuhr in zwei Gruppen. Die erste mit den beiden Schlachtschiffen sowie dem Kreuzer London und drei Zerstörer. Die anderen Schiffe bildeten die zweite Gruppe. Zur Versorgung liefen die Fregatte Lossie und der Tanker Easedale, bezeichnet als Force 70, mit.
Die Aufgabe der Force 63 bestand darin, bis zum 12. April ungefähr auf die Position 6°30' Nord, 98° Ost in der Straße von Malakka zu verlegen und dann Flugzeuge zu starten, um eine fotografische Erkundung von Padang durchzuführen. Während der Fahrt gab es einen technischen Defekt am Flugzeugkatapult der Emperor, wodurch die fotografische Erkundung um zwei Tage verschoben werden musste. Dieses Ereignis führte zu einer Planänderung, so dass die Bombardierung von Sabang vorgezogen wurde.

## Die Desaster auf den Flugzeugträgern

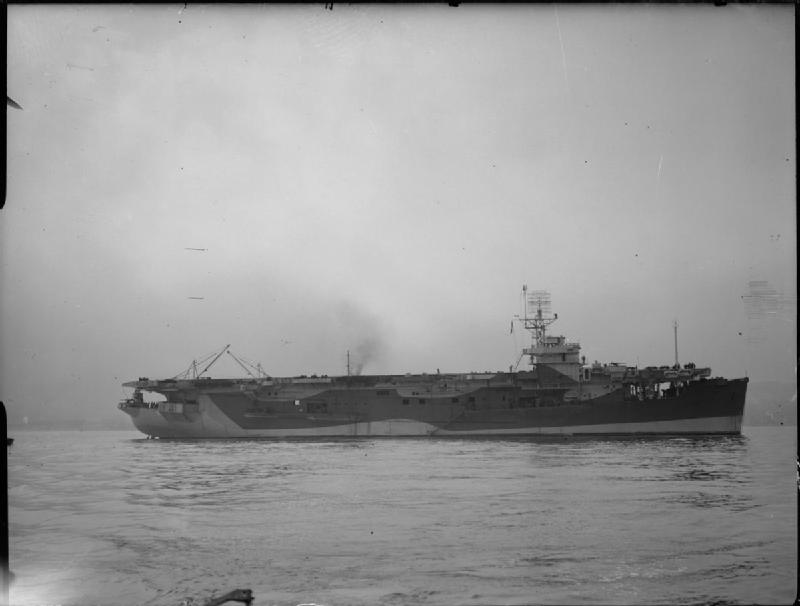
Der Flugzeugträger Khedive

Am Sonntag, den 8. April um 14:20 Uhr lichtete die Khedive den Anker an ihren Liegeplatz und verließ den Hafen von Trincomalee in Begleitung der Emperor, Venus und Virago. Sieben Hellcats des 808. Geschwaders sollten von Land auf die Schiffe geflogen werden, davon drei auf die Khedive. Die Landungen auf dem Flugzeugträger verliefen katastrophal. Zwei der drei Flugzeuge wurden dabei außer Gefecht gesetzt, als eine Maschine vom Piloten gegen eine Barriere gesetzt wurde und eine zweite in das Steuerbordviertel des Rounddown stürzte, in Flammen aufging und über Bord verloren ging. Dabei kam der Pilot ums Leben. An Bord brach ein Feuer aus, das aber schnell gelöscht wurde. Der Schiffsschaden belief sich auf die Zerstörung des Steuerstands des Flugdecks und der steuerbordseitigen Wasserbombengestelle. Nach den Reparaturen schlossen sich die beiden Flugzeugträger mit dem Rest der Force 63 zusammen.
Am 9. April wurden Übungsflüge durchgeführt, die jeweils abwechselnd von einem der beiden Flugzeugträger geleitet wurden. Um 15:30 Uhr brach dabei das Katapult der Emperor zusammen und die Reparatur wurde auf vier Tage geschätzt. Zudem verstarb ein Besatzungsmitglied an Bord an einer Krankheit.

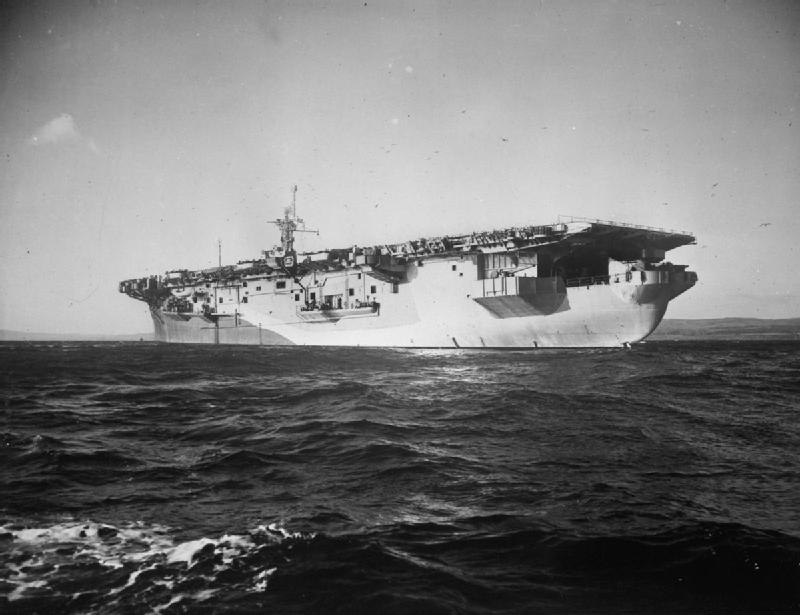
Der Flugzeugträger Emperor

Ein weiterer schwerer Unfall ereignete sich am nächsten Tag, als eine Hellcat nach einem Übungsflug um 8:38 Uhr auf der Khedive landete, die Barrieren durchschlug und über den Bug ging. Sie riss ein weiteres Flugzeug mit sich, das auf dem Flugdeck geparkt war und schob ein drittes bis an den Bordrand. Der Pilot der abgestürzten Maschine ging mit seinem Flugzeug unter. Auf dem Deck wurde bei dem Unfall ein Mann der Besatzung getötet und zwei Mechaniker gingen über Bord und konnten nicht gerettet werden. Um zu verhindern, dass das Vorschiff in Brand geriet, wurde die Khedive sofort aus dem Wind gedreht. Die weiteren Landungen konnten um 9:00 Uhr fortgesetzt werden, nachdem die Barriere repariert worden war.

## Bombardierung von Sabang und Oleh Leh
Gegen 2:00 Uhr morgens am 11. April nahm die erste Gruppe der Force 63 die Position zur Bombardierung von Sabang ein. Die drei Zerstörer Saumarez, Vigilant und Verulam lösten sich um 4:00 Uhr von der Gruppe und steuerten den Golf von Bengalen an, um den Hafen von Oleh Leh zu bombardieren.

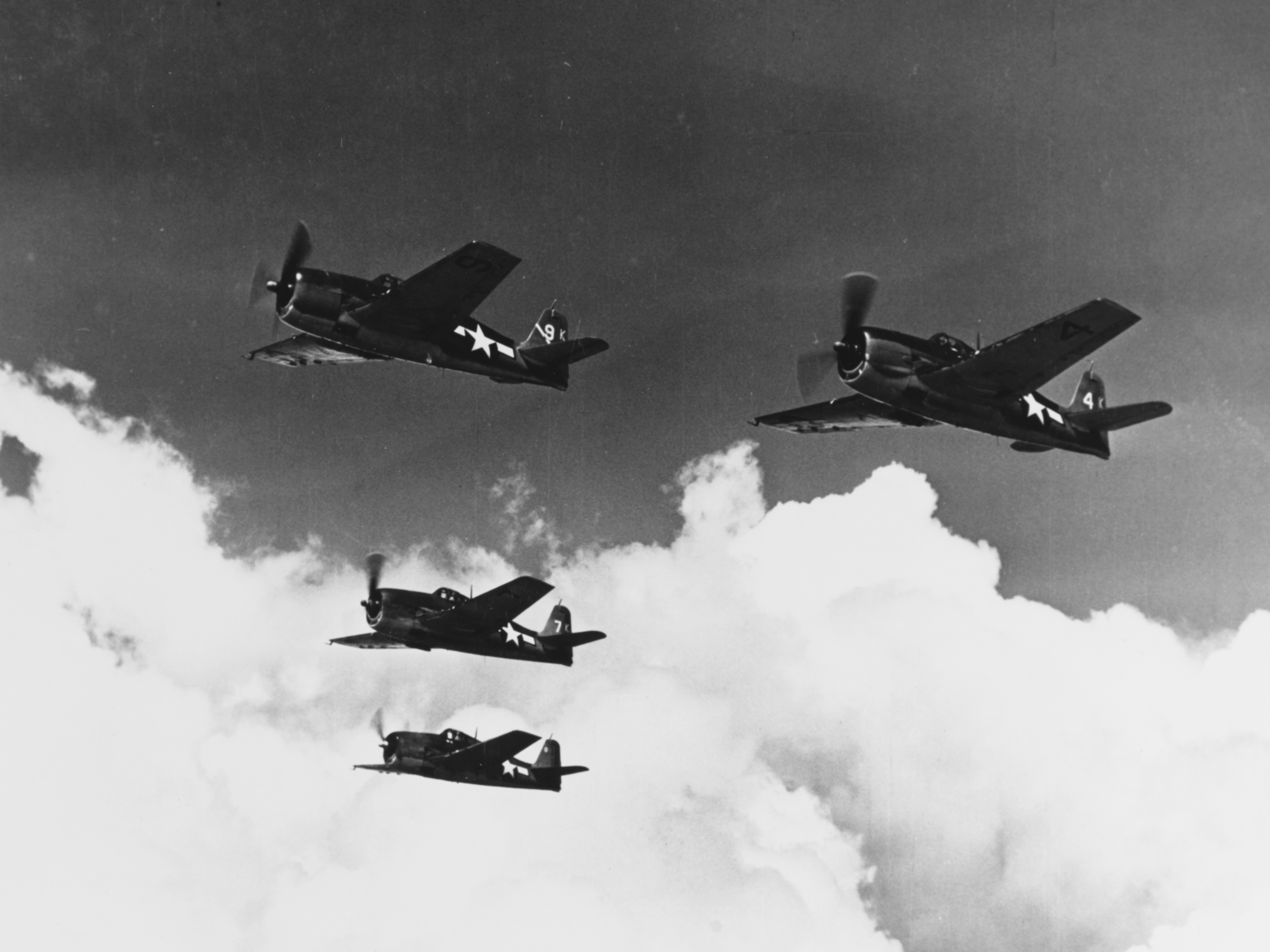
Hellcats im Flug

Die Queen Elizabeth, Richelieu und London erreichten um 6:30 Uhr ihre vorgesehene Position und begannen die Bombardierung von Sabang. Für einen Deckungsschirm und die Zielerfassung sorgten Hellcats des 808. Geschwaders.
Als sich die Schiffe etwa gegen 8.30 Uhr nach dem Angriff von ihrer Position zurückzogen um sich wieder den Flugzeugträgern anzuschließen, wurden sie von zehn Nakajima Ki-43-Jägern angegriffen. Auf den Schiffen entstand kein Schaden und zwei Angreifer konnten von den Flugzeugen des Deckungsschirms abgeschossen werden.
Gegen 13.00 Uhr war die Force 63 wieder komplett und nahm Kurs auf die Force 70 um aufzutanken. Am Nachmittag wurde die Force 63 von einem Mitsubishi Ki-46 Aufklärungsflugzeug geortet, das von den Flugzeugen des Deckungsschirms  abgeschossen wurde.
Noch am selben Tag griffen Trägerflugzeuge Port Blair in den Andamanen und Emmahaven auf Sumatra an und versenkten 20 Kilometer nordöstlich der Nicobaren das japanische U-Jagd-Boot Ch-7 und den kleinen Netzleger Agata Maru.
Nachdem die Schiffe am 12. April erfolgreich betankt worden waren, löste sich die London, um Kurs auf die britische Marinebasis in Simon’s Town zu nehmen. Die Force 63 steuerte dann eine Position westlich von Padang an.

## Erste Fotoaufklärungsmission

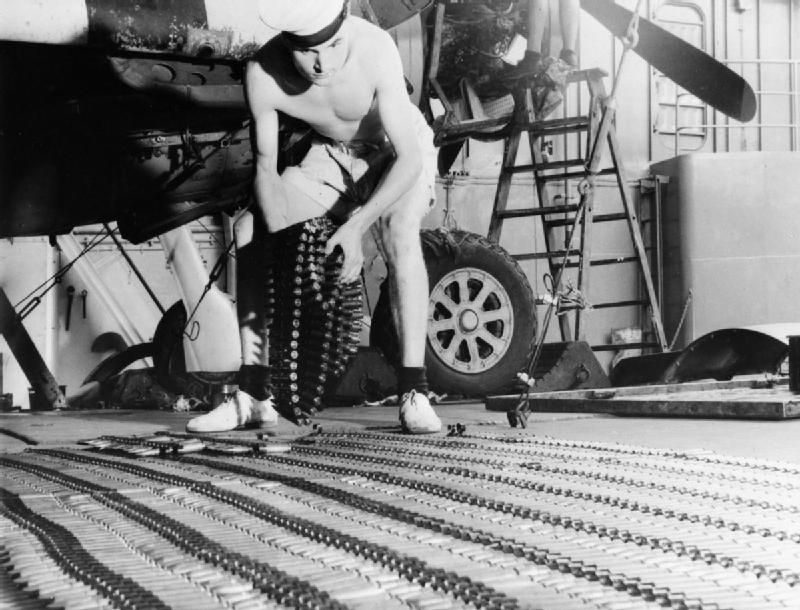
Munitionsbeladungsvorgang auf der Emperor. Auf dem Boden liegen die Munitionsgürtel für die Bordgeschütze der Hellcats.

Die Schiffe fuhren am frühen Morgen des 14. April in den Kanal von Pulo Nias ein. Die Khedive startete Flugzeuge für einen Deckungsschirm und um 7:30 Uhr starteten fünf mit Kameras ausgerüstete Hellcats von der Emperor zur ersten Aufklärungsmission über Ziele in den Gebieten bei Port Swettenham, Kuala Lumpur, Port Dickson, Malakka und Serembie in Malaysia.
Unterdessen ereignete sich an Bord der Emperor zwei weitere Unfälle, als beim Landevorgang eine Hellcat alle Haltekabel verfehlte, sich überschlug und dabei auf zwei geparkte Maschinen prallte. Niemand wurde dabei verletzt. Kurz nachdem das Flugdeck wieder frei war kam es erneut zu einem Absturz beim Landen einer Hellcat. Diese wurde dabei schwer beschädigt und ihre Überreste schnell über Bord gekippt.
Bei extrem schlechten Wetterbedingungen landeten die Aufklärungsflugzeuge wieder zwischen 11:25 Uhr und 11:40 Uhr, nachdem sie ihre Missionen erfüllt und einen rund 480 Kilometer langen Flug hinter sich gebracht hatten. Aufgrund eines Kameraausfalls und der schlechten Wetterbedingungen mussten die zu fotografierenden Gebietsabschnitte eingeschränkt werden.
Die Truppe zog sich in den Westen zurück, nachdem alle Hellcats gelandet waren. Zudem ging eine Hellcat nach einem Triebwerksausfall 16 Kilometer westlich von Port Dickson im Meer verloren. Der Pilot überlebte den Absturz zwar, geriet dann aber in japanische Gefangenschaft und wurde später hingerichtet.

## Zweite Fotoaufklärungsmission

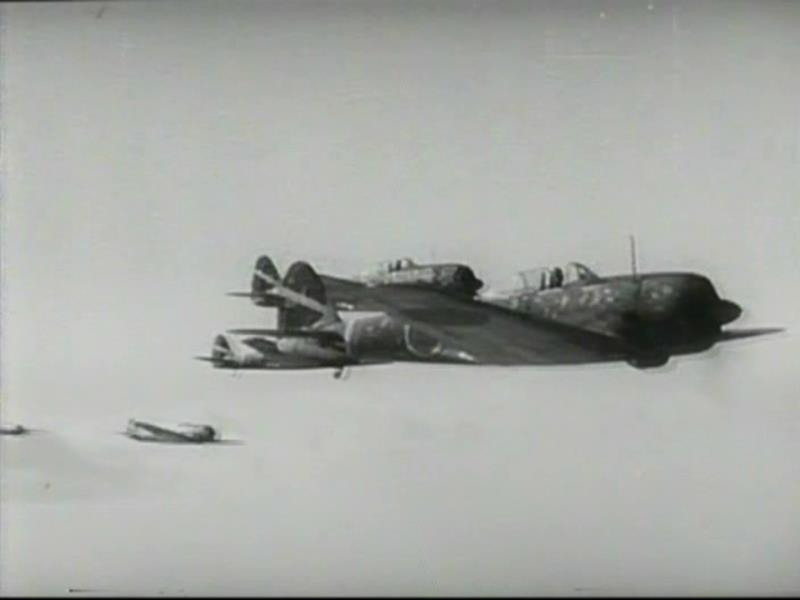
Nakajima Ki-43

Um die während der ersten Mission nicht erreichten Gebiete zu überfliegen und zu fotografieren, starteten am 15. April um 7:00 Uhr vier Hellcats eine erneute Mission. Etwa zweieinhalb Stunden später musste eine von ihnen mit Triebwerksproblemen umkehren und konnte das Zielgebiet nicht erreichen. Die anderen drei Maschinen beendeten ihren Einsatz zwischen 10:50 Uhr und 11:00 Uhr. Da gutes Wetter herrschte konnten die vorgesehenen Aufnahmen gemacht werden und das Missionsziel wurde erreicht.

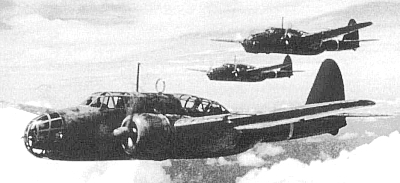
Kawasaki Ki-48

Gegen 13:15 Uhr wurden eine Ki-43, die einen leichten Ki-48-Bomber begleitete, entdeckt. Sie wurde 150 Kilometer nordwestlich von Padang von einem Jagdflugzeug der Khedive abgeschossen. Der Ki-43 -Bomber entkam schwer beschädigt. Um 15:00 Uhr warfen ein oder zwei japanische Bomber aus rund 2,5 Kilometer Höhe Bomben auf die Flugzeugträger ab. Zwei Bomben fielen etwa 500 Meter neben der Emperor ins Wasser, aber nur eine explodierte. Die japanischen Flugzeuge konnten entkommen und hatten keinerlei Schäden verursacht. Nachdem alle Flugzeuge wieder auf den Trägern gelandet waren, zog sich die Force 63 für die Nacht durch den Kanal von Pula Nias nach Südwesten zurück.

## Angriffe auf Padang und Emmahaven
Der Siberut-Kanal wurde von der Force 63 gegen 5:00 Uhr am Morgen des 16. April passiert. Die Position östlich vor der Insel Siberut wurde eine Stunde später erreicht. Um 6:20 Uhr starteten zwei Hellcats von der Khedive zur Deckung der folgenden Angriffsaktionen. Gleichzeitig starteten Hellcats des 808. Geschwaders und Avengers von der Emperor für einen Angriff auf den Hafen von Emmahaven und den Flugplatz Padang. Anderthalb Stunden danach begannen vier weitere Hellcats mit einem Aufklärungsflug zur fotografischen Erkundung.
Der Angriff auf den Flugplatz übernahmen zwei Hellcats. Sechs Ki-46 standen auf dem Flugfeld, von denen sie auf drei feuerten. Die Japaner hatten zwei Ki-43 in der Luft, die versuchten die britischen Maschinen abzuwehren. Eine Hellcat erhielt mehrere Treffer im Luftkampf, konnte aber einen japanischen Jäger anschießen.

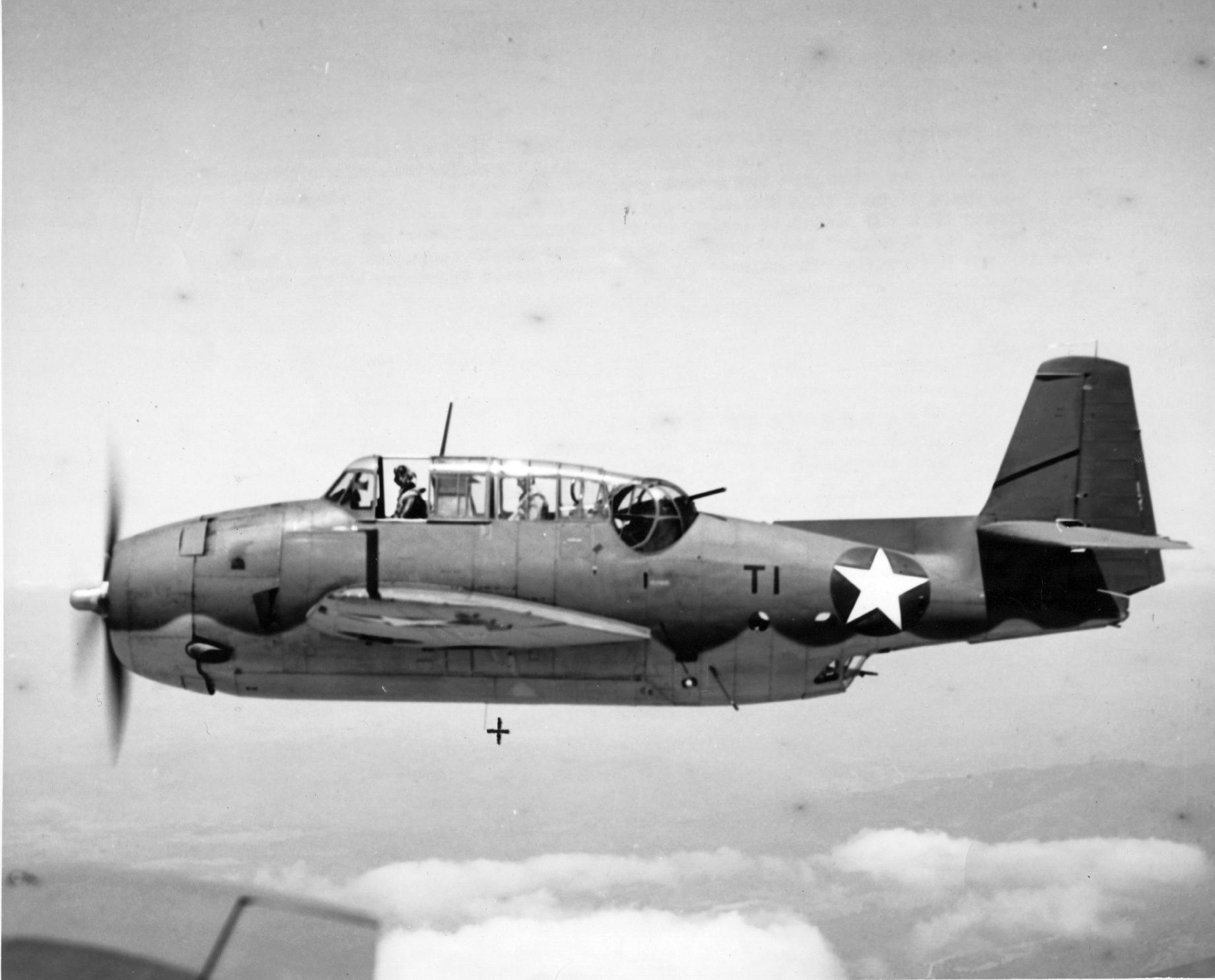
Grumman TBF Avenger

Im Hafen von Emmahaven griffen unterdessen sieben Avengers ein dort liegendes Handelsschiff an. Sie erzielten vier direkte Treffer. Eine weitere Avenger beschoss die dortigen Werkstatteinrichtungen der Marine. Die Japaner antworteten mit leichtem Flugabwehrfeuer, konnten aber kaum Schaden anrichten. Alle Flugzeuge waren bis 8.48 Uhr wieder auf den Trägern gelandet.
Zwischenzeitlich waren die beiden Zerstörer Virago und Venus bis zur Natal-Straße vorgedrungen und konnten dort sechs Dschunken versenken. Abschließend zogen sich alle Schiffe wieder in Richtung Westen zurück.
Am 17. April wurden die Zerstörer von der Easedale wieder aufgetankt. Die Khedive startete einige Abfangjäger zur Sicherung, aber tagsüber wurden keine japanischen Flugzeuge entdeckt, eventuell, weil der Angriff auf Padang so erfolgreich war. Eine geplante Bombardierung von Emmahaven durch die Schlachtschiffe und Kreuzer wurde abgesagt; damit war die Operation Sunfish abgeschlossen.
Während der Operation hatte das Geschwader 808 der Kehdive 113 Einsätze absolviert, was insgesamt über 203 Flugstunden entsprach. Das Geschwader auf der Emperor flog insgesamt mehr als 52 Einsatzstunden. Vier Hellcats waren durch Decksabstürze verloren gegangen, wobei zwei Piloten getötet wurden. Die japanischen Verluste beliefen sich auf vier bei Luftkämpfen zerstört, eine Maschine wahrscheinlich und zwei beschädigt. Fünf Flugzeuge wurden am Boden beschädigt.

## Nach der Operation Sunfish
Die Force 63 setzte nach der Beendigung der Operation wieder Kurs auf Trincomalee, das sie am 20. April erreichte.
Kurz nach der Rückkehr wurde das Eskortträgergeschwader der East Indies Fleet in das 21. Flugzeugträgergeschwader umgruppiert, das ursprünglich aus den vier Geleitflugzeugträgern Emperor, Khedive, Hunter und Stalker bestand. Kurz darauf wurde das Geschwader um die Träger Ameer, Attacker, Pursuer, Searcher und Troncer erweitert.